# Институт за примену нуклеарне енергије
Институт за примену нуклеарне енергије — ИНЕП је мултидисциплинарна научно-истраживачка установа у саставу Универзитета у Београду. Мултидисциплинарна научноистраживачка делатност Института одвија се у оквиру биолошких, хемијских, медицинских и физичко-хемијских наука кроз пројекте из области основних и примењених истраживања. Већина активности Института усмерена је ка фундаменталним истраживањима у биологији и биомедицини. Поред тога, један део својих активности ИНЕП реализује кроз биотехнолошке и комерцијалне аспекте у хуманој и ветеринарској медицини и заштити животне средине.

## Историјат
Институт за примену нуклеарне енергије ИНЕП, основан је 1959. године као Институт за примену нуклеарне енергије у пољопривреди, ветеринарству и шумарству, одакле и потиче познати скраћени назив, који се задржао и после измењене делатности и назива ове установе. Одлуку о оснивању, донету 19. септембра 1959. године, потврдила је Народна Скупштина НР Србије на седници Републичког већа одржаној 18. маја 1960. године.
Захваљујући успешном почетку рада и првим оствареним резултатима у Институту, 1963. године југословенска влада и Уједињене нације повериле су реализацију пројекта “Нуклеарна истраживања и обука кадрова у пољопривреди” ИНЕП-у. Средства добијена из фонда УН коришћена су за набавку специфичне опреме, за покриће трошкова међународних експерата и консултаната, који су боравили у ИНЕП-у и са научним радницима из Југославије сарађивали на реализацији програма пројекта, као и за обуку млађег научноистраживачког кадра, који се усавршавао у одговарајућим научним институцијама у иностранству.
У првих неколико деценија рада Института, главна подручја истраживања била су основна и примењена истраживања у области физиологије и исхране домаћих животиња, радијационе имунологије, дијагностике и терапије домаћих животиња, физиологије биља и хемије земљишта, генетике и оплемењивања биља, и заштите биља и пестицида. Институт је остварио значајне резултате у области заштите и очувања животне средине, а првенствено земљишта. Тада су по први пут у Југославији примењене биолошке методе, засноване на сопственој методологији, за рекултивацију оштећених земљишта термоелектрана.
У седамдесетим и осамдесетим годинама 20. века, пратећи савремене светске токове, ИНЕП се у свом развоју све више оријентисао на основна и примењена истраживања из области биомедицинских и биотехничких наука. Континуирани рад и сазнања у Институту у областима имунологије и ендокринологије, као и примена нових технологија, омогућили су развој и производњу великог броја имунодијагностичких комплета, по чему је ИНЕП већ низ година јединствена установа у земљи. Ови тестови се користе у медицинским, ендокринолошким, имунолошким и онколошким лабораторијама широм земље.
ИНЕП је данас савремена научно-наставна установа, са јединственим националним и међународно признатим и препознатљивим идентитетом.
Научноистраживачка делатност ИНЕП-а обухвата основна и примењена истраживања у биологији, хемији, биомедицини, као и мониторингу и заштити животне средине. Области истраживања су: ендокринологија, имунологија, биологија репродукције, метаболизам, гликобиологија,  агроекологија и радиоекологија.  Научноистраживачки рад се реализује у оквиру националних пројеката, које финансира Министарство просвете, науке и технолошког развоја Републике Србије, као и различитих међународних пројеката.
ИНЕП је такође научна база за израду докторских дисертација из свих области свога деловања. Сарадници ИНЕП-а активно учествују у реализацији програма докторских студија на Универзитету у Београду. Резултате свог научноистраживачког рада истраживачи ИНЕП публикују у водећим часописима међународног и националног значаја. Истраживачи ИНЕП-а су присутни у руководствима домаћих и међународних научних и стручних друштава и асоцијација, уређивачким одборима и тимовима рецензента водећих међународних часописа, као и у националним експертским телима. Континуирано усавршавање свог научноистраживачког и стручног кадра остаје и  у наредном периоду један од главних приоритета Института.

## Сарадња
Институт остварује сарадњу са следећим факултетима: Хемијски факултет, Биолошки факултет, Медицински факултет, Ветеринарски факултет, Факултет за физичку хемију и Фармацеутски факултет Универзитета у Београду нарочито у областима имунохемије, биохемије и примени имунохемијских метода.
ИНЕП  је међу првима у својој делатности, 2001. године, добио сертификат ISO 9001:1996 од  међународног сертификационог тела OQS (део IQNet, Беч, Аустрија). Редовно су вршене ресертификације према новим верзијама стандарда, тако да је ИНЕП данас сертификован према стандарду ISO 9001:2015 и имплементира захтеве стандарда ISO 13485:2012 као и европске директиве везане за CE знак и квалитет својих производа. Лабораторијска испитивања која се изводе у ИНЕП-у су акредитована према стандарду ISO/IЕC 17025:2017 (прва акредитација 2003.). У оквиру лабораторије ИНЕП-а, налази се и Национална референтна лабораторија за трихинелозу.